# Kościół Trójcy Przenajświętszej w Nosach-Poniatkach
Kościół pod wezwaniem Trójcy Przenajświętszej – mariawicki kościół w Nosach-Poniatkach. Świątynia parafii w Lutkówce, wchodzącej w skład diecezji warszawsko-płockiej Kościoła Starokatolickiego Mariawitów w RP.

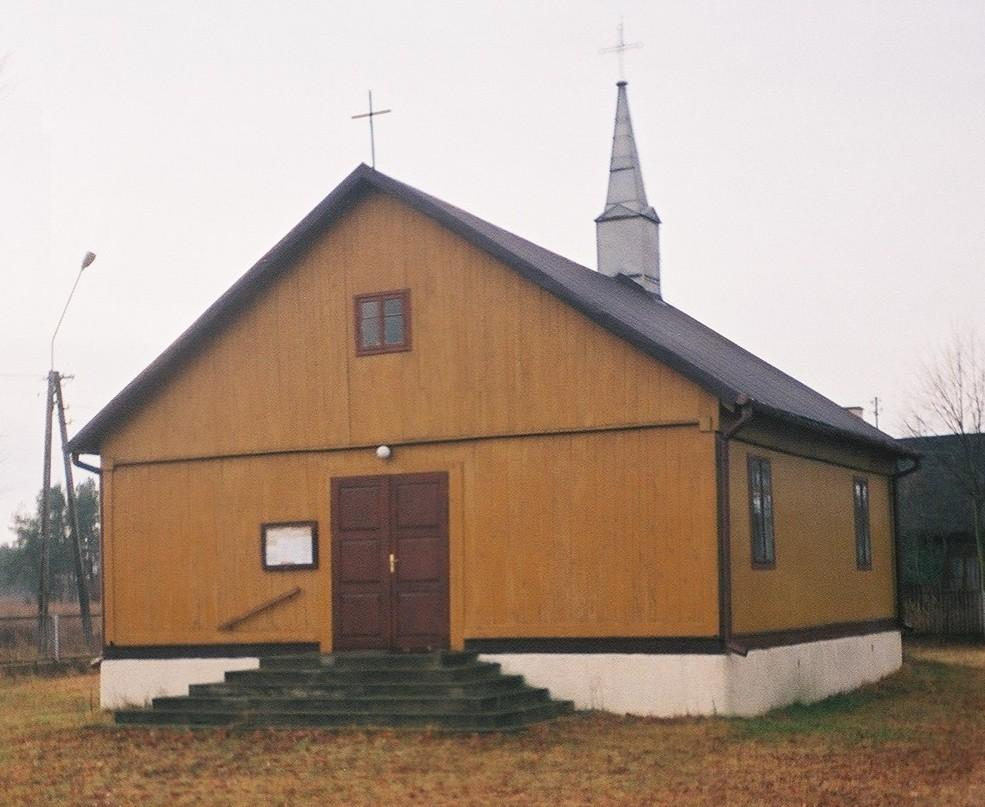
Kościół od frontu

Kościół wzniesiono w 1906 r. Jest to budowla drewniana, jednonawowa, z wyodrębnionym (mniejszym od nawy), zamkniętym prostokątnie prezbiterium i z boczną murowaną zakrystią. Dwuspadowe dachy świątyni są blaszane. Na dachu nad nawą znajduje się blaszana czworoboczna wieżyczka, zwieńczona ostrosłupowym hełmem. Budynek przykryto stropem pseudokolebkowym.